# 漢莎城市航空
漢莎城市航空（英語：Lufthansa City Airlines）是德國一間區域性航空公司，為漢莎航空的全資子公司，於2024年6月26日開始營運，並計劃取代漢莎城際航空（Lufthansa CityLine）。

## 外部連結
- 漢莎城市航空網站 （页面存档备份，存于）